# Капша
Капша́ — река в России, протекает по территории Лодейнопольского и Тихвинского районов Ленинградской области.
Вытекает из Капшозера, впадает в Пашу по правому берегу. Длина реки — 115 км, площадь водосборного бассейна — 1700 км². Ширина Капши в верховье — 10—15 м, ниже — до 50 м. Течение быстрое. Плёсы чередуются с порогами и перекатами. Русло песчаное, песчано-галечное с отдельными валунами, на порогах — валунное. Берега холмистые, покрытые хвойными и лиственными лесами, местами — заливные луга.

## Притоки
- Нижняя Явка (левый)
- Габордукса (правый)
- Лавкас (правый)
- Сарка (левый)

## Населённые пункты
| - Ребовичи - Чидово - Ольхово - Пирозеро - Усть-Сара - Большие Коковичи - Малые Коковичи - Валгома | - Гуреничи - Новинка - Токарево - Сосновка - Олонечно - Капшинский - Куневичи - Ерёмина Гора | - Виногора - Лихачево - Ганьково - Усадище - Михалёво - Усть-Капша - Новая Усть-Капша |

## Данные водного реестра
По данным государственного водного реестра России относится к Балтийскому бассейновому округу, водохозяйственный участок реки — Свирь, речной подбассейн реки — Свирь (включая реки бассейна Онежского озера). Относится к речному бассейну реки Нева (включая бассейны рек Онежского и Ладожского озера).